# Husklint
Husklint är en kulle i Åland (Finland). Den ligger i den norra delen av landskapet, 30 km norr om huvudstaden Mariehamn. Toppen på Husklint är 15 meter över havet. Husklint ligger på ön Fasta Åland. Den ingår i Getabergen.
Terrängen runt Husklint är platt. Havet är nära Husklint åt nordost. Runt Husklint är det glesbefolkat, med 16 invånare per kvadratkilometer.. Närmaste större samhälle är Finström, 16,0 km söder om Husklint. 
I omgivningarna runt Husklint växer i huvudsak barrskog.